# Pálmaces de Jadraque
Pálmaces de Jadraque település Spanyolországban, Guadalajara tartományban. Pálmaces de Jadraque Angón, Negredo, Torremocha de Jadraque, Pinilla de Jadraque, Congostrina, Robledo de Corpes és Atienza községekkel határos. Lakosainak száma 46 fő (2024).

## Népesség
A település népessége az utóbbi években az alábbiak szerint változott:
| Lakosok száma | 66   | 65   | 69   | 74   | 70   | 47   | 45   | 41   | 44   | 46   |
|               | 2001 | 2004 | 2006 | 2009 | 2011 | 2014 | 2016 | 2019 | 2021 | 2024 |